# Аракюль
Аракюль (азерб. Arakül, Araköl), также Хатаи (азерб. Xətai), ранее Гара-Гузей (азерб. Qara Quzey) — село в Ходжавендском районе Азербайджана, является центром Аркакюльского сельского административно-территориального округа.

## География
Село Аракюль является центром Аракюльского сельского административно-территориального округа Ходжавендского района, при этом в состав этого сельского административно-территориального округа входят также и сёла Буньядлы, Джилан, Дашбашы, Мюлкюдере.
Село расположено на левом берегу реки Чайлаг (приток реки Араза), на юго-восточных подножиях Карабахского хребта.

## Этимология
Согласно Энциклопедическому словарю топонимов Азербайджана, село в прошлом называлось Гара-Гузей (азерб. Qara Quzey), а ойконим Аракел состоит из тюркских слов арак и эл, что соответствует смыслу села или кочевья расположенного у воды/реки. Согласно этому словарю, село в 1988 году было переименовано в Хатаи в честь Шаха Исмаила Хатаи, однако в административно-территориальном делении Азербайджана село по-прежнему указано как Аракюль (азерб. Arakül).
По преданию, здесь похоронена частица мощей апостола Фаддея, который в I веке проповедовал христианство в Палестине, в Аравии, Сирии, Месопотамии и умер мученической смертью на территории Великой Армении. От него и происходит название села, арм. Առաքյալ [Арак`ял] — апостол.

## История

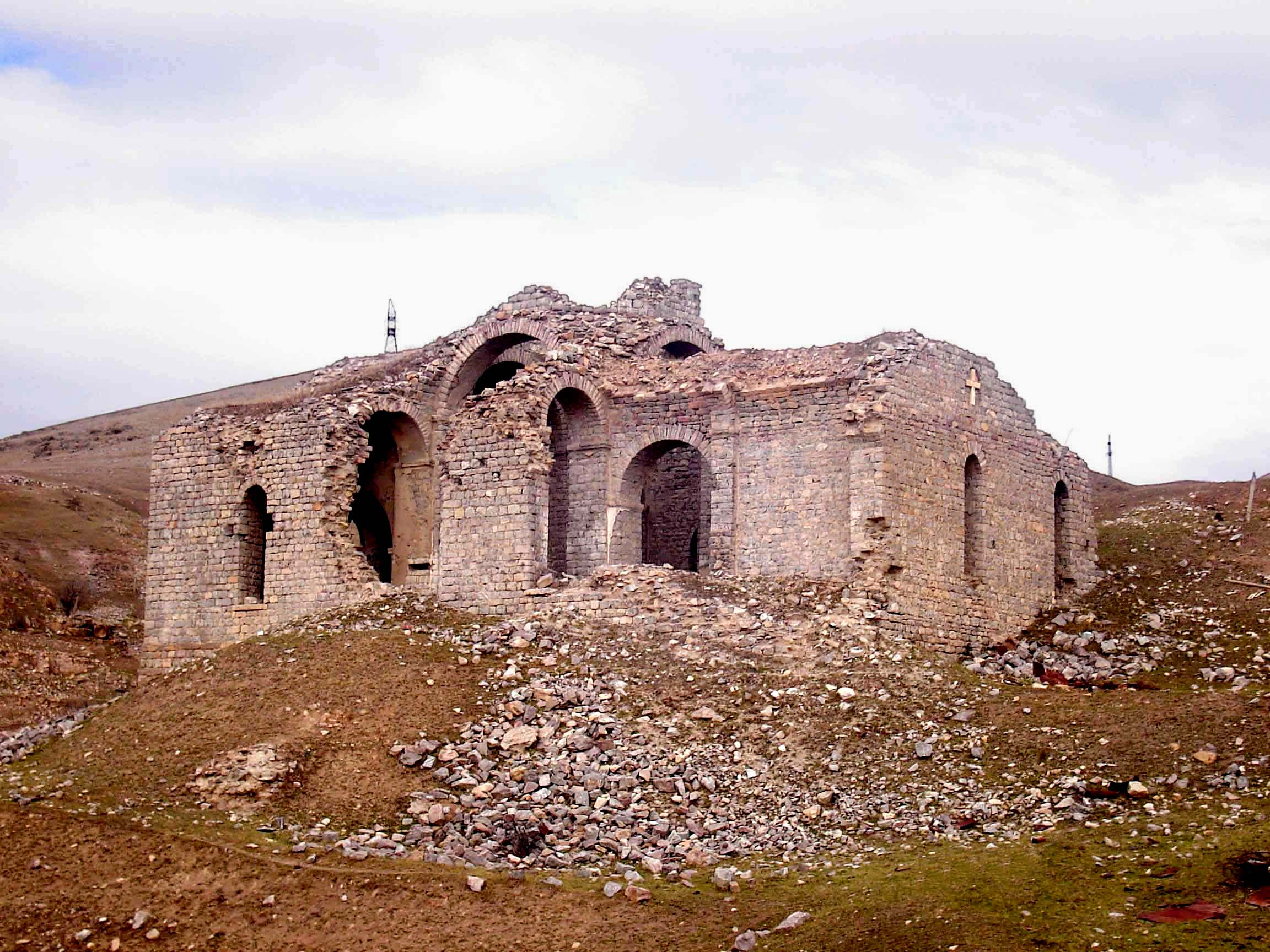
Церковь Св. Марии Богородицы (1902—1907 гг.)

Аракюль — одно из древнейших селений Карабаха.
Жители Аракюля в разные исторические периоды были вынуждены из-за войн и опустошительных набегов несколько раз покидать свои родные места, а вернувшись, основывали новое поселение вблизи старого, разрушенного. Истории известны три местоположения Аракюля, которые можно условно назвать:
- Древнейший Аракюль[6] — в 2 км к северо-востоку от города Джебраил в местности Шинатех[7], арм. Շինատեղ (V—XIV вв.[источник не указан 100 дней]).
- Древний Аракюль[6][7][8] (XVI—XIX вв.[источник не указан 100 дней]).
- Аракюль[6][7][8] (основан в 1828 г. / 1840 г.).

Древнейший Аракюль (V—XIV вв.), находился в 2 км. к юго-востоку от современного села, на месте называемом — ,,Шинатех,, арм. Շինատեղ
Древний Аракюль (XVI—XIX вв.) находился в 500 м севернее современного села. По свидетельству епископа ААЦ Макара (Бархударянца), в этом селе находились развалины церкви, которые некий благочестивый человек по имени Масан восстановил и превратил в часовню. Следы церкви Напат (от арм. Անապատ [анапат] — пустынь) в настоящее время находятся на территории кладбища Аракюля. В 1790-е годы жители села, в силу исторических событий вместе с тысячами других карабахских семей были вынуждены покинуть родные края и обосноваться в иранском регионе Карадаг в селении Бердиетк (Բերդիետք). После подписания в октябре 1813 г. Гюлистанского мирного договора между Российской империей и Персией, согласно которому Карабахское ханство перешло к Российской империи, сотни карабахских (армянских) семей вернулись в свои родные края. Часть аракюльцев также вернулась в своё родное село из поселения Бердиетк (Բերդիետք).
В 1828 или 1840 г., немного южнее старого села аракюльцы основали новое поселение (в исторических источниках — Новый Аракел.
С 1873 года Аракюль находился в составе Джебраильского уезда Елизаветпольской губернии.
В 1902—1907 годах на месте старой церкви, основанной, по некоторым данным, в 1745 г., в Аракюле была построена церковь Святой Марии Богородицы. Церковь была действующей до 1926 года, в 1980-е гг. была отреставрирована. Колокол церкви (отлитый нижегородскими мастерами в XVIII в.) с 1960-х годов находится в музее который властями бывшей непризнанной НКР назывался Государственным историко-геологическим музеем Арцаха.
В 1890 г. в Аракюле открылась церковно-приходская школа.
В советский период село являлось центром Аракюльского сельсовета Гадрутского района Нагорно-Карабахской автономной области (НКАО) Азербайджанской ССР.
С 1928 года село было электрифицировано. Коллективное хозяйство сформировалось в 1931 году.
В Великой Отечественной войне приняли участие 340 жителей села, 110 из которых не вернулись.

### Начало конфликта в конце 1980-х — начале 1990-х
В селе были размещены азербайджанские семьи, депортированные из Армянской ССР, после чего в 1988 году были призывы переименовать село в Хатаи в честь Шаха Исмаила Хатаи.
Весной 1991 года на территории Азербайджанской ССР на фоне обострения межнациональных отношений была проведена депортация армянского населения из 17 населённых пунктов Гадрутского и Шушинского районов НКАО (операция «Кольцо»). 13−15 мая 1991 г. подразделения внутренних войск МВД СССР и ОМОН МВД Азербайджана депортировали население Аракюля. Часть жителей села была вывезена в лагерь для депортируемых, располагавшийся вблизи села Хндзореск, в районе границы между Азербайджанской и Армянской ССР. Остальные ушли в Гадрут. Выселение сопровождалось насилием и издевательствами по отношению к местному населению. Так, «Мемориал» приводит показания местной жительницы, дочь которой хотели изнасиловать бойцы азербайджанского ОМОНа. Отец девочки, пытавшийся помешать изнасилованию, был жестко избит омоновцами. 15 мая 1991 года в село прилетел комендант района полковник А. М. Жуков, который вынудил сотрудников ОМОН покинуть село, однако на просьбы жителей выделить военнослужащих для защиты села и предотвращения депортации ответил отказом. После его отлёта действия по депортации села возобновились.
2 сентября 1991 года на совместной сессии Нагорно-Карабахского областного и Шаумяновского районного Советов народных депутатов была принята Декларация о провозглашении Нагорно-Карабахской Республики в границах Нагорно-Карабахской автономной области (НКАО) и сопредельного Шаумяновского района Азербайджанской ССР.
26 ноября 1991 года Верховный Совет Азербайджанский Республики принял Закон "Об упразднении Нагорно-Карабахской автономной области Азербайджанской Республики". В этом Законе было постановлено помимо упразднения Нагорно-Карабахской Автономной Области (НКАО), в том числе также и переименование Мартунинского района в Ходжаведский, упразднение Гадрутского района и присоединение территории Гадрутского района в состав Ходжавендского района. В настоящий время село Аракюль является центром Аркакюльского сельского административно-территориального округа Ходжавендского района Азербайджана.
В начале 1992 года, с распадом СССР, в регионе вспыхнули боевые действия между армянскими вооружёнными формированиями и армией Азербайджана.

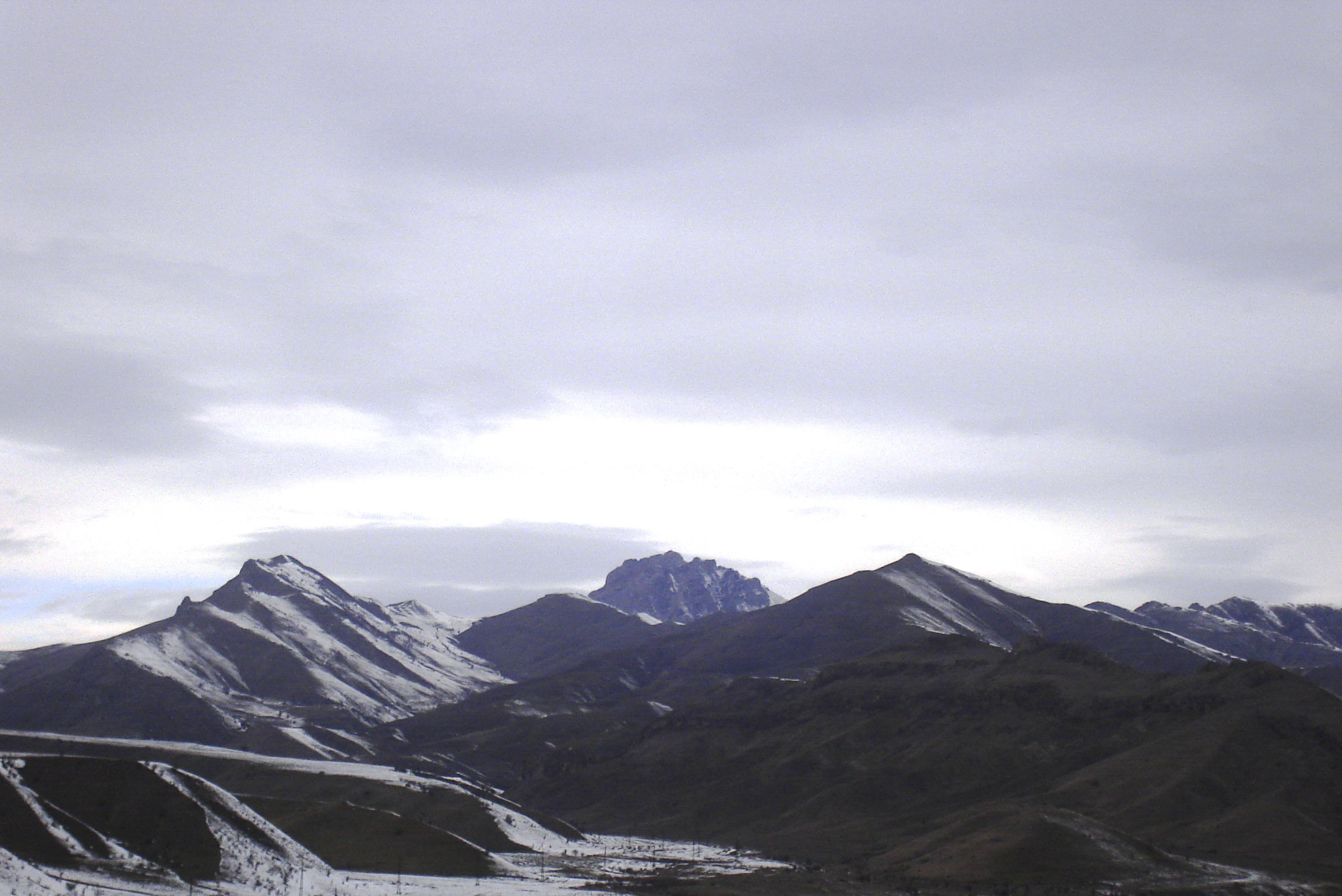
На заднем плане гора Зиярат. Вид со стороны Аракюля

15 августа 1993 г. подразделения Центрального, 1-го и 6-го ОР Армии обороны непризнанной Нагорно-Карабахской Республики (НКР) в результате наступательных боев взяли под контроль сёла Сор, Бинадараси и Аракюль. По другим данным, село Аракюль (или Хатаи) было занято армянскими вооружёнными формированиями по одним данным 15 ноября 1991 года, а по другим данным 20 августа 1993 года. Согласно административно-территориальному делению непризнанной республики, контролировавшей село до 2020 года, село располагалось в Гадрутском районе НКР и называлось Аракел (арм. Առաքել). Впоследствии часть депортированных аракюльцев вернулась на родину, остальные обосновались в Ереване, Туркменбаши (ранее Красноводск), разных городах России и других стран.
С августа 1993 года началось восстановление села, которым занимались организация Франс-Карабах, правительство непризнанной НКР, а также другие организации и частные лица. Были построены новые жилые дома, школа, детсад и другие строения.

### Возвращение под контроль Азербайджана
9 ноября 2020 года в ходе 44-дневной войны Президент Азербайджана Ильхам Алиев назвал Аракюль в числе населённых пунктов, возвращённых под контроль Вооружённых Сил Азербайджана.
15 октября 2022 года сотрудники ООО Caspian Geomatic, осуществлявшего деятельность на территории села, сообщили Институту археологии, этнографии и антропологии НАНА об обнаружении человеческих останков на на естественных холмах, расположенных на севере села, у грунтовой грунтовой дороги, связывающей село Аракюль с другими сёлами. Выяснилось, что это было средневековое мусульманское кладбище. Предварительным осмотром скелетов установили, что эти погребения XIII-XV веков. Археологические исследования, которые предусмотрено осуществить в будущем, могут прояснить такие вопросы, как время возникновения населённого пункта, возраст кладбища и ряд социально-экономических вопросов.

## Население
Аракюль отмечен в "Кавказском календаре" на 1856 г. религия — Армяно-Григорианское, язык жителей — армянский.
По материалам посемейных списков на 1886 год, отмечаются селения Аракюль 1-й и Аракюль 2-й Аргюнашского сельского общества III участка Джебраильского уезда Елисаветопольской губернии. Население Аракюль 1-й (334 мужчины и 311 женщин; 89 дымов) указывается как армяне, а население Аракюль 2-й (42 мужчины и 35 женщин; 15 дымов) — «татары» (азербайджанцы), по вероисповеданию мусульмане-сунниты.
По состоянию на 1 января 1933 года в селе проживало 883 человека (160 хозяйств), абсолютное большинство — армяне.
- 1897 г. — 873 чел., преимущественно армян (согласно данным первой всеобщей Переписи населения Российской империи)
- 1909 г. — 1082 чел., в основном армян (согласно «Списку населенных мест по Кавказскаму календарю» 1910 года)
- 1911 г. — 1101 чел., преимущественно армяне[31]
- 1912 г. — 1235 чел.[7]
- 1917 г. — 191 семей. (согласно «Списку населенных мест» 1917—1921 гг.)
- 1921 г. — 1091 чел.,180 семей[источник не указан 551 день]
- 1833 г. — 883 чел. (98,9 % армян)[источник не указан 551 день]
- 1939 г. — 1380 чел.[источник не указан 551 день]
- 1970 г. — 307 чел.[источник не указан 551 день]
- 1976 г. — 195 чел.[источник не указан 551 день]
- 1979 г. — 330 чел.[источник не указан 551 день]
- 1987 г. — 253 чел.[источник не указан 551 день]
- 1991 г. — 257 чел.[источник не указан 551 день]
- 2005 г. — наличное население 107, постоянное население 106 чел.[23]
- 2015 г. — 134 чел.[источник не указан 551 день]

## Экономика
Объекты общественного значения до Карабахской войны: школа, детсад, больница, дом культуры, библиотека, здание сельсовета, АТС, почта, магазин, стадион и др. В 1980-х гг. в Аракюле действовала пекарня, чайная, пункт автотехобслуживания и др. объекты.